# Peveter

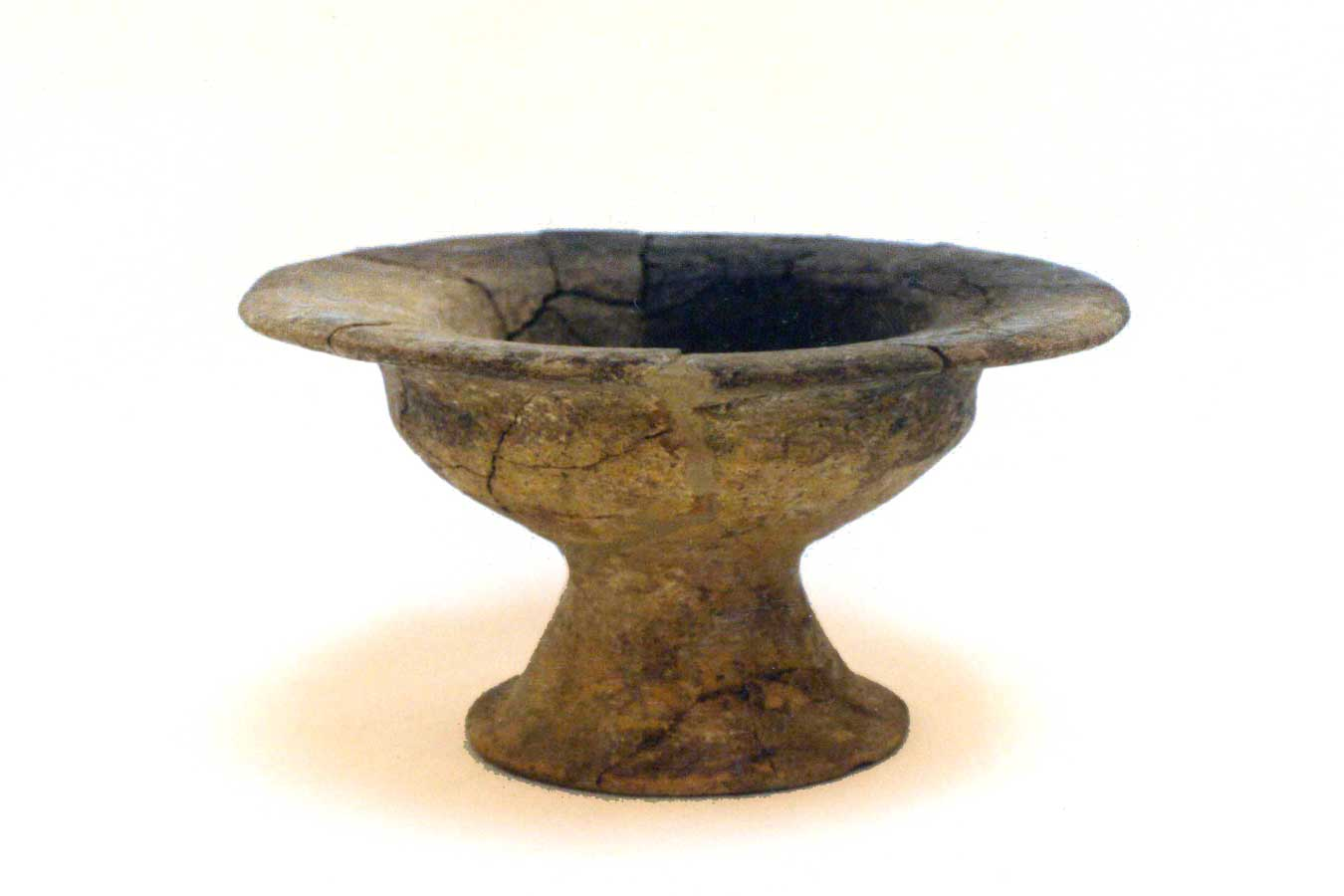
Peveter de l'edat de ferro

El peveter és un recipient (moltes vegades semblant a un llum) en el qual es cremen substàncies aromàtiques (per exemple encens) per a perfumar o llevar-li l'olor a l'ambient.
El nom procedeix de pevet, 'peuet, peu petit', i es deu al fet que els peveters portàtils solien posseir un pedestal o peu.

## Llegendes i mites
- En les llegendes, principalment irlandeses el peveter és l'objecte on els leprechauns guarden el seu tresor.

- En la bruixeria Wicca un peveter es posa sovint al centre d'un cercle sagrat, i conté articles que seran cremats durant un ritual. Tradicionalment, o en el mite, un peveter s'usa també per les bruixotes per a preparar les seues pocions sent el més notable, el calder utilitzat per les tres bruixotes, "Germanes Fatals", en l'obra Macbeth.